# Конселве
Консѐлве (на италиански: Conselve) е град и община в Северна Италия, провинция Падуа, регион Венето. Разположен е на 7 m надморска височина. Населението на общината е 10 276 души (към 2014 г.).